# Cefixime
Cefixime là một kháng sinh hữu ích để điều trị một số bệnh nhiễm khuẩn.  Các bệnh này bao gồm viêm tai giữa, viêm họng, viêm phổi, nhiễm trùng đường tiết niệu, lậu, và bệnh Lyme. Đối với bệnh lậu thường chỉ cần một liều. Tại Hoa Kỳ, đây là phương pháp điều trị thứ hai sau ceftriaxone cho bệnh lậu. Chúng được sử dụng qua đường uống.
Các tác dụng phụ thường gặp có thể kể đến như tiêu chảy, đau bụng và buồn nôn. Tác dụng phụ nghiêm trọng có thể bao gồm phản ứng dị ứng và tiêu chảy Clostridium difficile. Chúng không được khuyến cáo cho những bệnh nhân có tiền sử dị ứng penicillin nghiêm trọng. Thuốc dường như tương đối an toàn nếu sử dụng trong thai kỳ. Cefixime thuộc nhóm thuốc cephalosporin thế hệ thứ ba. Chúng hoạt động bằng cách phá vỡ thành tế bào của vi khuẩn, điều này từ đó sẽ tiêu diệt các vi khuẩn này.
Cefixime đã được phê duyệt để sử dụng y tế tại Hoa Kỳ vào năm 1989. Nó nằm trong danh sách các loại thuốc thiết yếu của Tổ chức Y tế Thế giới, hay nhóm các loại thuốc hiệu quả và an toàn nhất cần thiết trong một hệ thống y tế. Chúng không có sẵn như là một loại thuốc gốc ở Hoa Kỳ. Chi phí bán buôn ở các nước đang phát triển là khoảng 0,26 đến 2,09 USD mỗi liều. Tại Hoa Kỳ, một khóa điều trị có giá khoảng 100 đến 200 USD tính đến năm 2015.